# Xavier Ravier
Pour les articles homonymes, voir Ravier.
Xavier Ravier (né le 6 décembre 1930 à Ladevèze-Rivière dans le Gers et mort le 30 septembre 2020 à Toulouse) est un linguiste, romaniste et professeur français.

## Biographie
Après une scolarité primaire à Labatut-Rivière et des études secondaires classiques latin-grec au collège de Vic-en-Bigorre, Ravier entreprend des études supérieures à la faculté des lettres de Toulouse. Il y rencontre en Jean Séguy dont il se réclamera toute sa vie et qui décide de sa vocation de linguiste romaniste et lui confie, alors qu’il est encore étudiant, quelques enquêtes dans le cadre de l’Atlas linguistique et ethnographique de la Gascogne (ALG).

## CNRS et universités
Entré au CNRS en 1956 en qualité de stagiaire de recherches puis d’assistant de recherches de Jean Séguy, il se voit confier en 1957 l’enquête complémentaire de l’ALG, achevée en 1963, dont les résultats constituent la matière des volumes IV à VI, soit la moitié de l’œuvre. À partir de 1967, il est investi de la responsabilité de l’Atlas linguistique et ethnographique du Languedoc occidental, dont les quatre volumes sont parus en 1978, 1982, 1986 et 1993.
Ces années sont aussi celles de ses recherches sur le patrimoine ethno-littéraire des Pyrénées centrales, Bigorre et Béarn essentiellement, à l’origine, d’une part, d’un ouvrage écrit en collaboration avec Séguy,, repris en 1978 sous le titre Poèmes chantés des Pyrénées gasconnes, et d’autre part de sa thèse de doctorat d’état Le récit mythologique en Haute-Bigorre, soutenue en 1979 et publiée en 1986. 
Maître de recherche du CNRS en octobre 1975 puis directeur de recherche en novembre 1985, il enseigne en outre l’occitan, de 1965 à 1973, à la faculté des lettres et sciences humaines de Pau devenue Université de Pau et des pays de l’Adour, puis, à compter de 1968, à la faculté des lettres et sciences humaines de Toulouse devenue Université de Toulouse-Le Mirail. À partir de 1984 il est détaché du CNRS au Mirail et y devient, de 1989 à 1997, professeur de linguistique française et romane, responsable de 1989 à 1993 du département de linguistique.
À sa retraite en janvier 1998, nommé professeur émérite, il poursuit ses travaux dialectologiques, philologiques et onomastiques, en lien avec le laboratoire Framespa, notamment lorsque son directeur est l’historien Benoît Cursente avec qui il publie en 2005 le Cartulaire de Bigorre (XIe – XIIIe siècles).

## Poésie
Ravier consacre plusieurs articles à la poétique et à la poésie contemporaines, aux écrivains Joë Bousquet, Rainer Maria Rilke, Giuseppe Ungaretti, Jorge Guillén ou encore aux philosophes  – tout particulièrement allemands – ainsi qu’à ses rencontres avec Miquèu Camelat, Simin Palay, René Nelli, René Char, André Breton ou Gaston Massat. Ravier publie ses propres poèmes, en occitan et en français.

## Distinctions
Membre de l’Institut d’estudis occitans dans les décennies 1950 et 1960 et animateur d’émissions littéraires occitanes sur Radio Toulouse, Ravier est sollicité pour son autorité scientifique par diverses structures dont il assume un temps la présidence, notamment le Conservatoire occitan - Centre des musiques et danses traditionnelles Toulouse-Midi-Pyrénées et le GARAE-Ethnopôle à Carcassonne.
Officier des Palmes académiques et chevalier des Arts et des Lettres, membre fondateur en 1982 puis membre d’honneur de l’Académie des langues dialectales à Monaco, il se voit décerner en 2013 le Prix Albert Dauzat par la Société française d’onomastique. 
En 2003, soixante de ses collègues et amis lui offrent des mélanges dont le titre est emprunté à un poème d’Antonin Perbosc extrait du recueil L’Arada dont Ravier publie en 2000 une édition critique.